# Августовские бои в Восточной Корее (1951)
Августовские бои в Восточной Корее или Битва при Кровавом хребте (англ. Battle of Bloody Ridge) — военная операция во время Корейской войны, проводившаяся войсками ООН 18 августа — 2 сентября 1951 года.

## Предыстория
10 июля 1951 года в Кэсоне начались переговоры о перемирии. На этих переговорах американские представители потребовали установления демаркационной зоны глубоко в тылу позиций китайско-северокорейских войск, отторгнув, таким образом, от КНДР территорию площадью в 13 тысяч квадратных километров. С целью давления на китайско-северокорейскую сторону, а также с целью помешать ей извлечь выгоду из передышки, американцы активизировали действия своих войск.

## Ход боевых действий
18 августа на восточном участке фронта (от реки Букханган до побережья) американские 2-я пехотная дивизия и 1-я дивизия морской пехоты, южнокорейские 3-я, 5-я, 7-я, 8-я, 11-я и Столичная дивизии при поддержке корабельной артиллерии и авиации перешли в наступление против войск 5-й, 2-й и 3-й армий КНА с целью отодвинуть линию фронта на север и тем самым содействовать требованиям американской делегации на конференции в Кэсоне. Наступление велось отдельными усиленными полками и батальонами. Развивалось наступление медленно, носило нерешительный характер и сводилось в основном к прямолинейному движению войск. В течение нескольких дней американские и южнокорейские войска продвинулись на север всего лишь на 1—5 км.
Сдержав наступление, войска 5-й, 2-й и 3-й армий КНА 26 августа перешли в контрнаступление, и на ряде участков отбросили неприятеля, продвинувшись вглубь его расположения до 5 км. Войска ООН предприняли многочисленные контратаки против вклинившихся частей КНА, и в ходе ожесточённых боёв вынудили из к 2 сентября отойти в исходное положение.

## Итоги и последствия
Создание невыносимых условий для работы корейско-китайской делегации привело к тому, что 23 августа переговоры о перемирии были прерваны.